# 海老瀬村
海老瀬村（えびせむら）は群馬県の南東部、邑楽郡に属していた村。

## 地理
- 河川：谷田川、板倉川

## 歴史
- 1889年（明治22年）4月1日 町村制施行により海老瀬村が成立する。
- 1955年（昭和30年）2月1日 西谷田村、大箇野村、伊奈良村と合併し板倉町となる。